# 14e brigade mécanisée (Ukraine)
Pour les articles homonymes, voir 14e brigade.
La 14e brigade mécanisée, de son nom complet la 14e brigade mécanisée autonome nommée d'après le prince Roman le Grand (en ukrainien : 14-та окрема механізована бригада імені князя Романа Великого, abrégé en 14 ОМБр, numéro d'unité militaire А1008), est une grande unité d'infanterie mécanisée de l'Armée de terre ukrainienne. Elle est créée en 2014 et porte le nom de Roman le Grand depuis 2019.

## Historique

### Création
Dans le contexte de la guerre du Donbass, la 14e brigade est formée le 1er décembre 2014 à Volodymyr à partir des militaires les plus sûrs de la 51e brigade mécanisée, qui est dissoute, complétée par de nouvelles recrues. La nouvelle unité reçoit les derniers chars modernisés sortant de l'usine de blindés de Lviv (Ukroboronprom). En janvier 2015, toutes les unités de volontaires devant être intégrées au sein des brigades de l'Armée de terre ukrainienne, le 1er bataillon de défense territorial est affecté à la 14e brigade.

### Guerre du Donbass
Des unités de la brigade participent à la bataille de Debaltseve en janvier-février 2015, puis elle prend en charge le secteur du front couvrant Krasnohorivka et Marïnka dans l'oblast de Donetsk en juin 2015. En 2017, un équipage et son char T-64BV de la 14e brigade concourent au Strong Europe Tank Challenge (l'équivalent dans l'OTAN du biathlon de chars de combat organisé par les Russes) sur le terrain militaire de Grafenwöhr. Le 14 octobre 2019, la brigade reçoit le nom du prince Roman le Grand.

### Invasion russe de l'Ukraine

#### Défense de Kyïv et Mykolaïv (février - mai 2022)
Durant l'invasion de l'Ukraine par la Russie, les unités de la brigade se déploient pour défendre le front ouest de Kyïv. Le 3e bataillon de la 14e brigade est impliqué dans le blocage des routes reliant la Biélorussie à Ovroutch dans l'oblast de Jytomyr dans les premiers jours de l'invasion russe de l'Ukraine. Le reste de la brigade, aux côtés d'un bataillon de la 95e brigade d'assaut aérien, protège Makariv (à l'ouest de Kyïv) en mars 2022, avec un accrochage le 8 mars entre trois chars T-64BV de la brigade et des chars T-72 de la 5e brigade de chars de la Garde. Les forces ukrainiennes, dirigées par le sergent-chef Serhii Vasich (uk), détruisent six véhicules ennemis et empêchent l'avancée russe, permettant ainsi la libération de plusieurs villages. Cependant, le char et l'équipage de Serhii Vasich sont perdus lors du combat. De violents affrontements se poursuivent pour le contrôle de la ville jusqu'au 25 mars, date à laquelle les Russes sont définitivement repoussés. Elle empêche, la première semaine de mars, la 5e brigade de chars de la Garde et la 37e brigade de fusiliers motorisés de la Garde de contourner Kyïv par la E40, leur infligeant des pertes importantes à Horenychi (uk) et Dmitrivka (uk).
À partir de la mi-mars, la 14e brigade est redéployée à Mykolaïv, partiellement encerclée par les Russes. La brigade prend part aux contre-attaques à l'est de la ville en direction de la T1505 (uk) vers Snihourivka, en libérant plusieurs villages. Leurs actions permettent d'éloigner les menaces sur la ville. Elle reste stationnée durant le mois d'avril au sud de Mykolaïv, contribuant ainsi de manière significative à la Bataille de Mykolaïv.

#### Batailles de Sievierodonetsk et Siversk (mai - août 2022)
À partir du mois de mai, la brigade est déployée au sud de Balaklia et à l'ouest de Izioum où elle retient les troupes russes du côté de Protopopivka. Entre juin et août, des éléments de la brigade sont repérés en juin autour de Siversk entre Bilohorivka et Spirne-Berestove bloquant l'encerclement de Sievierodonetsk après la percée de Popasna puis retenant l'offensive russe entre Soledar et Siversk.

#### Front de Koupiansk (depuis septembre 2022)
Le 6 septembre, l'armée ukrainienne lance une contre-offensive dans l'oblast de Kharkiv. Tandis que la force principale perce à Balaklia, la 14e brigade épaulée par des brigades de défense territoriale attaquent en direction du village de Chkaloske (tenu par la 36e brigade de fusiliers motorisés russe) afin de conquérir Chevtchenkove et percent à leur tour. Ils progressent jusqu'à la rivière Oskil provoquant l'effondrement des lignes russes et participent ensuite à la libération de Koupiansk. En octobre, la brigade continue sa poussée à l'est de l'Oskil et de Koupiansk. Au cours des mois suivants, elle poursuivit ses opérations à l'est de la rivière Oskil, protégeant le flanc de l'offensive ukrainienne vers Svatove avec la 112e brigade de défense territoriale. Le 5 mai 2023, le président ukrainien Zelensky lui décerne le titre honorifique « Pour sa bravoure et son courage ».  En juillet, elle est déployée pour renforcer les positions de la 66e brigade mécanisée, touchée par les attaques russes dans la région de Svatove. En août, elle résiste à l'offensive lancée par la 1re armée blindée de la garde en direction de Kupiansk, en étant renforcée par la 67e brigade mécanisée et un bataillon de la 95e brigade d'assaut aérien. Entre décembre 2023 et janvier 2024, appuyée par la 30e brigade mécanisée, elle repousse plusieurs assauts russes majeurs sur le village de Syn'kivka, au nord de Kupjans'k, infligeant de lourdes pertes aux unités de fusiliers motorisés,. En juillet 2024, conformément à la loi ukrainienne. qui permettait à certaines catégories de prisonniers de servir volontairement dans l'armée, la 14e Brigade mécanisée fut une des unités à intégrer un certain nombre d'entre eux dans ses rangs, créant un nouveau bataillon.

## Structure et équipements

### Ordre de bataille
En 2017 :
- état-major de la brigade, avec la compagnie de protection du QG ;
- 1er bataillon mécanisé ;
- 2e bataillon mécanisé ;
- 3e bataillon mécanisé ;
- 1er bataillon d'infanterie motorisée (uk) (ex 1er bataillon de défense territoriale «Волинь», Volhynie, levé à partir du 31 mai 2014 à Volodymyr dans l'oblast de Volhynie, puis intégré en juillet 2015 à la brigade) ;
- bataillon de chars (des T-64BV) ;
- le groupe d'artillerie de la brigade :
  - une batterie de contrôle et d'acquisition de cibles ;
  - une division (дивізіон)[12] d'artillerie automotrice (2S3 Akatsiya) ;
  - une seconde division d'artillerie automotrice (2S1 Gvozdika) ;
  - une division de lance-roquettes multiples (BM-21 Grad) ;
  - une division antichar (MT-12 Rapira) ;
- un bataillon antiaérien ;
- une compagnie de reconnaissance ;
- un bataillon du génie ;
- un bataillon logistique ;
- une compagnie de transmissions ;
- un bataillon de maintenance ;
- compagnie de tireurs d'élite ;
- une compagnie de radar (désignation d'objectifs) ;
- une compagnie de guerre électronique ;
- une compagnie médicale (soins et évacuation) ;
- une compagnie de protection NBC[13].

En octobre 2024 :
En octobre 2024, l'ordre de bataille connu de la brigade est le suivant :

### Équipement
- Bataillons mécanisés : véhicules BMP-1, quelques BMP-2 et GAZ 2330 TIGR pris à la Russie, ses batteries de mortiers de pièces de Mod. 63 de calibre 120mm donnés par l'Italie.
- Bataillon de chars : des T-84 Oplot, T-64BV et de chars pris à la Russie : T-72B3.
- Bataillon motorisé et les bataillons de fusiliers : Humvees US.
- Compagnie de reconnaissance : BRDM-2
- Groupe d'artillerie : un bataillon sur 2S1 Gvozdika de 122mm, un bataillon de M109A4BE automoteur livrés par le Royaume-Uni, un bataillon MLRS de BM-21 Grad, un bataillon antichars de MT-12 Rapira, Stugna-P, FGM-148 Javelin.
- Bataillon antiaérien : système antiaérien 9K35 Strela-10

## En images

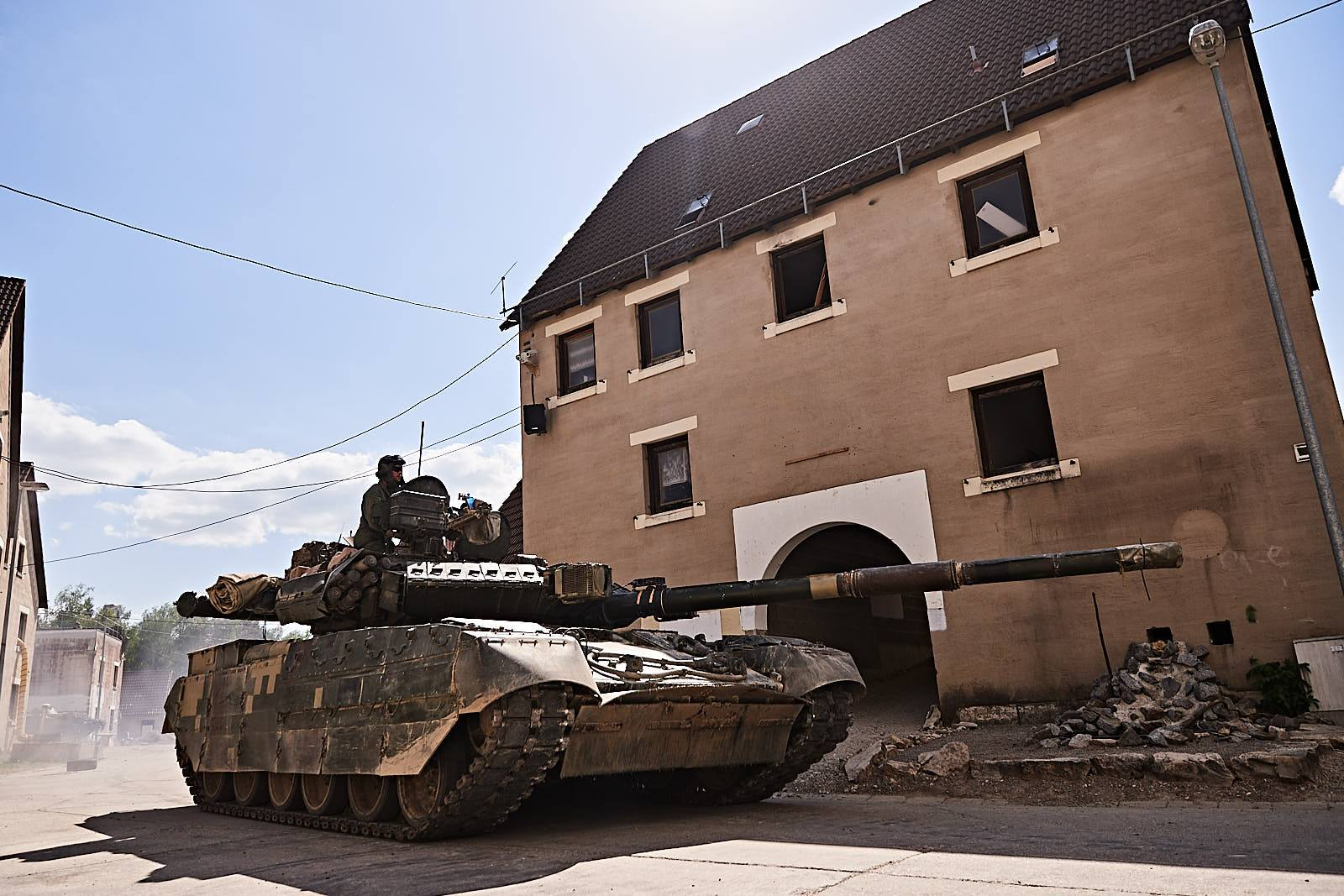
Un T-84 en exercice.
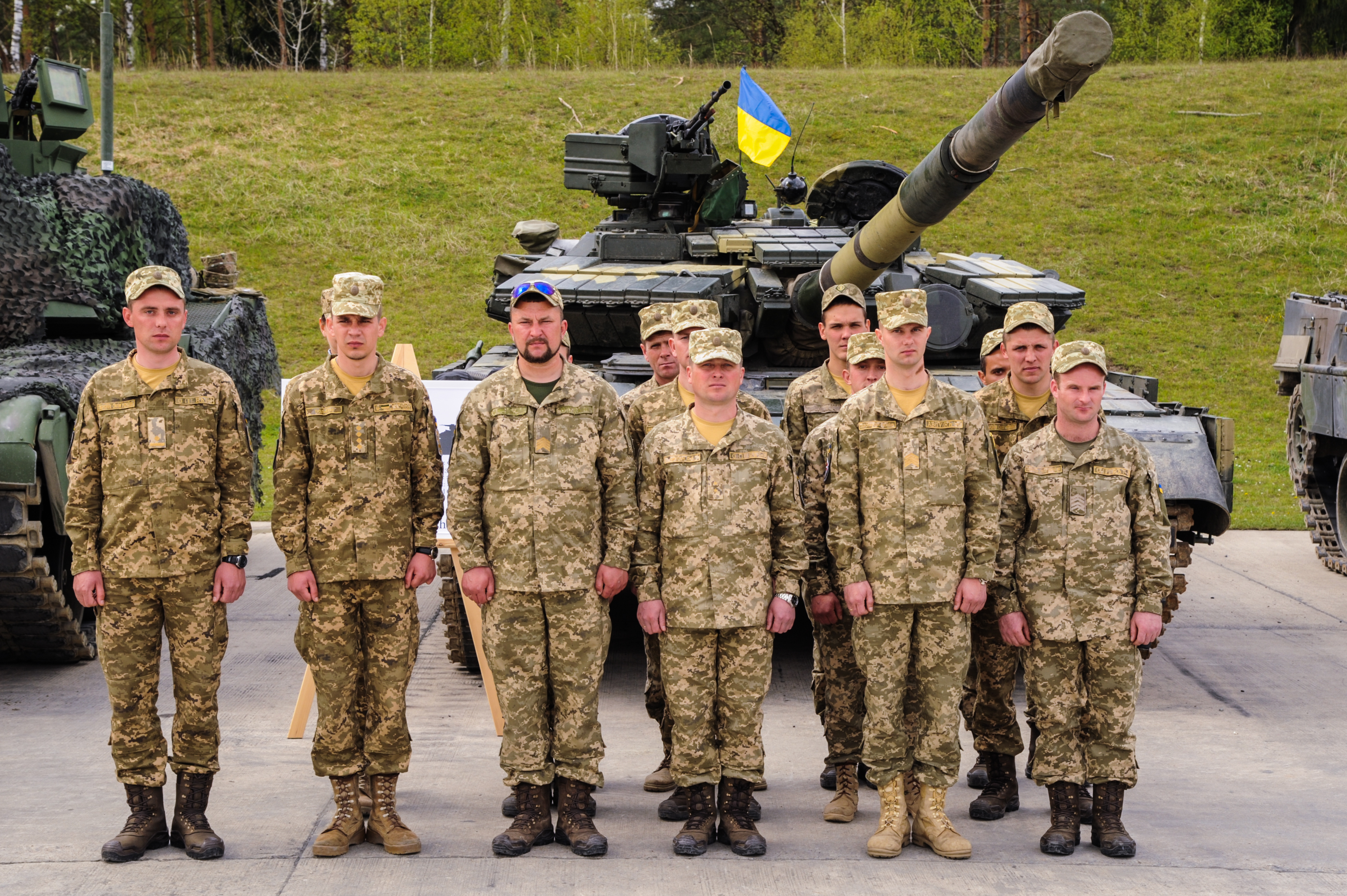
Lors du Strong Europe Tank Challenge
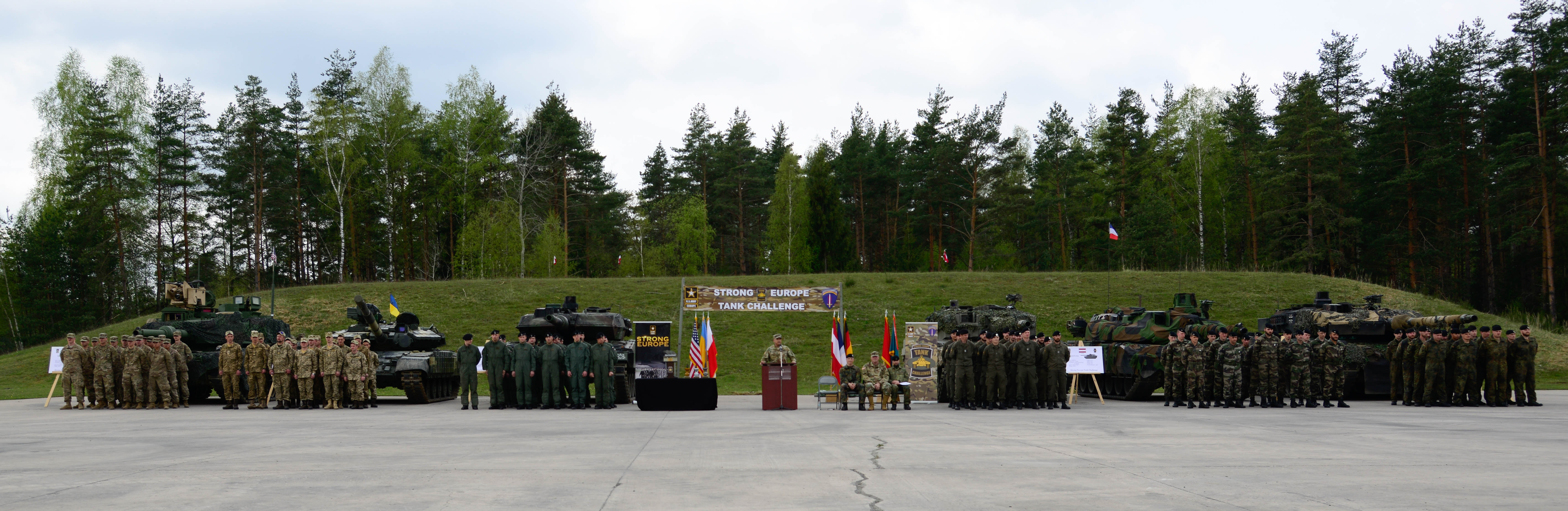
avec le 501e-503e régiment de chars de combat (France) en 2017.
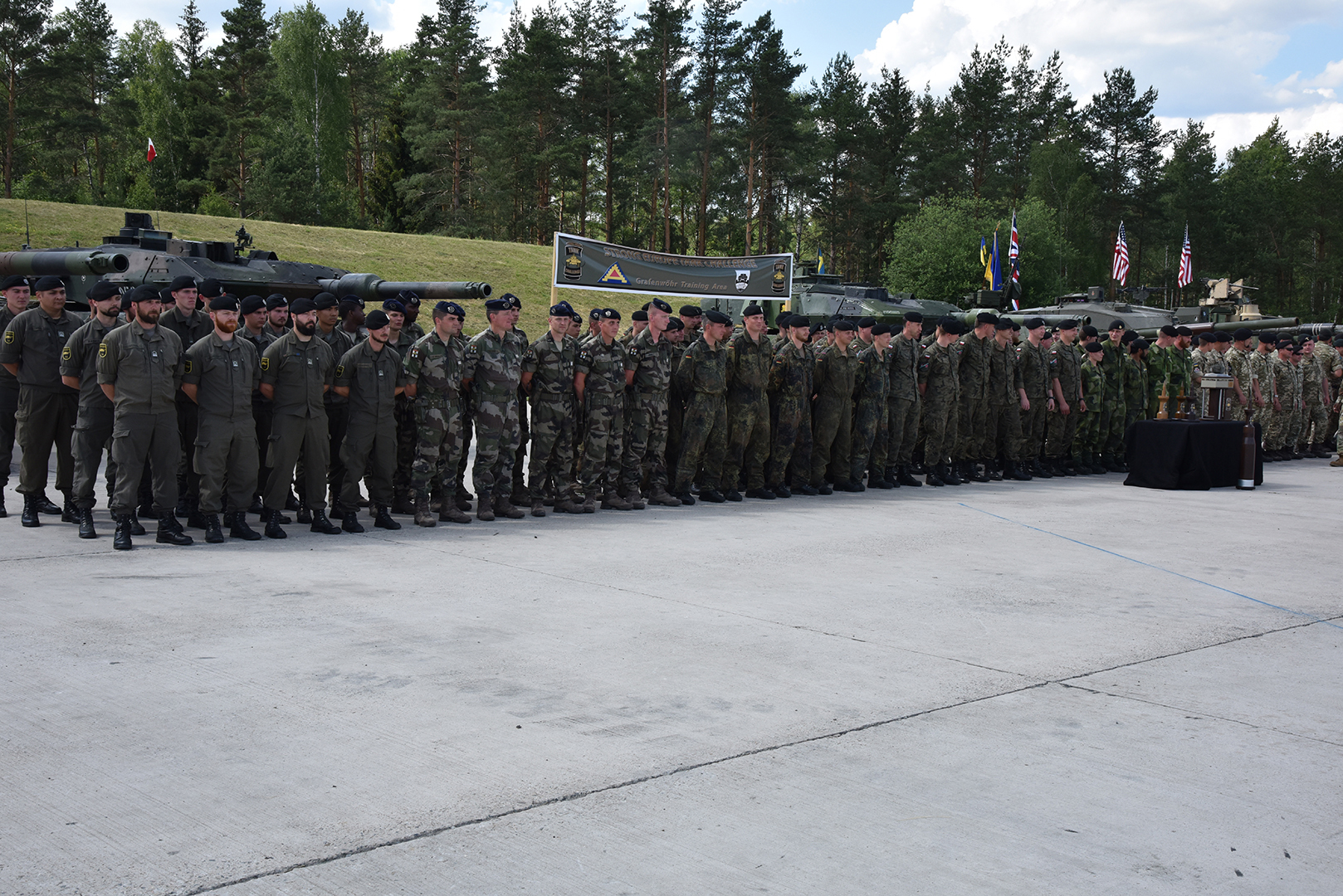
et en 2018 avec le 1er régiment de chasseurs (France) au même exercice.